# Fort Lawn
Fort Lawn és una població dels Estats Units a l'estat de Carolina del Sud. Segons el cens del 2000 tenia 864 habitants.

## Demografia
Segons el cens del 2000, Fort Lawn tenia 864 habitants, 326 habitatges i 227 famílies. La densitat de població era de 241,7 habitants/km².
Dels 326 habitatges en un 38,7% hi vivien nens de menys de 18 anys, en un 45,1% hi vivien parelles casades, en un 21,2% dones solteres, i en un 30,1% no eren unitats familiars. En el 25,2% dels habitatges hi vivien persones soles el 6,4% de les quals corresponia a persones de 65 anys o més que vivien soles. El nombre mitjà de persones vivint en cada habitatge era de 2,65 i el nombre mitjà de persones que vivien en cada família era de 3,14.
Per edats la població es repartia de la següent manera: un 29,3% tenia menys de 18 anys, un 11,3% entre 18 i 24, un 33,3% entre 25 i 44, un 19,1% de 45 a 60 i un 6,9% 65 anys o més.
L'edat mediana era de 30 anys. Per cada 100 dones de 18 o més anys hi havia 86,3 homes.
La renda mediana per habitatge era de 35.694 $ i la renda mediana per família de 36.042 $. Els homes tenien una renda mediana de 30.882 $ mentre que les dones 20.813 $. La renda per capita de la població era de 14.463 $. Entorn del 15,6% de les famílies i el 15,8% de la població estaven per davall del llindar de pobresa.

## Poblacions més properes
El següent diagrama mostra les poblacions més properes.